# Sainte-Marie-de-Vaux
Sainte-Marie-de-Vaux è un comune francese di 185 abitanti situato nel dipartimento dell'Alta Vienne nella regione della Nuova Aquitania.

## Società

### Evoluzione demografica
Abitanti censiti